# Giovanni Carboni
Giovanni Carboni (Fano, 31 augustus 1995) is een Italiaans wielrenner.

## Carrière
Als junior werd Carboni in 2013 tweede op het nationale kampioenschap tijdrijden, achter Seid Lizde. Eerder dat jaar was hij onder meer elfde geworden in het eindklassement van de Trofeo Karlsberg.
In 2015 eindigde Carboni bovenaan het jongerenklassement van de Sibiu Cycling Tour. De Noor Øivind Lukkedahl gaf bijna drie minuten toe en werd tweede. Op het nationale kampioenschap tijdrijden voor beloften was Carboni zeven seconden langzamer dan Davide Martinelli, waardoor hij tweede werd. Diezelfde plek bezette hij een jaar later, toen Filippo Ganna vijf seconden sneller was. In 2017 won Carboni de eerste etappe van de Ronde van de Aostavallei. Door zijn overwinning nam hij de leiderstrui over van Matteo Fabbro, die een dag eerder de klimproloog had gewonnen. Zijn leiderstrui verloor hij na de derde etappe aan Pavel Sivakov, de latere eindwinnaar.
In 2018 werd Carboni prof bij Bardiani CSF. In 2019 nam hij namens die ploeg deel aan de Ronde van Italië, waar hij in de zesde etappe als vijfde eindigde en zo naar de tweede plaats in het klassement steeg. Na drie weken eindigde hij op plek 57.
Zijn eerste profzege behaalde Carboni in 2022 in de derde etappe van de Adriatica Ionica Race, waar hij met een Italiaanse nationale selectie aan deelnam. Eerder dat jaar werd de licentie van zijn ploeg Gazprom-RusVelo door de UCI ingetrokken vanwege de Russische invasie van Oekraïne.

## Overwinningen
2015
Jongerenklassement Sibiu Cycling Tour
2017
1e etappe Ronde van de Aostavallei
2022
3e etappe Adriatica Ionica Race
2024
3e en 6e etappe Ronde van Japan
Eindklassement Ronde van Japan
2e etappe Ronde van Bulgarije
2025
Bergklassement Ronde van Griekenland

## Resultaten in voornaamste wedstrijden
| Jaar | Ronde van Italië | Ronde van Frankrijk | Ronde van Spanje |
| ---- | ---------------- | ------------------- | ---------------- |
| 2018 |                  |                     |                  |
| 2019 | 57e              |                     |                  |
| 2020 | 82e              |                     |                  |
| 2021 | 35e              |                     |                  |

| Jaar | Milaan-San Remo | Ronde van Lombardije |
| ---- | --------------- | -------------------- |
| 2018 | 98e             | 46e                  |
| 2019 | 90e             | 64e                  |
| 2020 |                 | 50e                  |
| 2021 |                 | opgave               |

#### Resultaten in kleinere rittenkoersen
| Jaar | Tirreno-Adriatico | Ronde van het Baskenland |
| ---- | ----------------- | ------------------------ |
| 2020 | 68e               |                          |
| 2021 |                   |                          |
| 2022 |                   |                          |
| 2023 |                   | 74e                      |
| 2024 |                   |                          |
| 2025 |                   |                          |

## Ploegen
- 2014 –  Area Zero Pro Team
- 2015 –  Unieuro Wilier
- 2016 –  Unieuro Wilier
- 2018 –  Bardiani CSF
- 2019 –  Bardiani CSF
- 2020 –  Bardiani-CSF-Faizanè
- 2021 –  Bardiani-CSF-Faizanè
- 2022 –  Gazprom-RusVelo (tot 1 maart)
- 2022 –  Equipo Kern Pharma (vanaf 9 september)
- 2023 –  Equipo Kern Pharma
- 2024 –  JCL Team UKYO
- 2025 –  Unibet Tietema Rockets

Albanese · Andreetta · Barbin · Bresciani · Carboni · Ciccone · Guardini · Maestri · Maronese · Orsini · Rota · Savini · Senni · Simion · Sterbini · Tonelli · Wackermann
Albanese · Barbin · Bresciani · Carboni · Covili · Guardini · Maestri · Maronese · Orsini · Pessot · Romano · Rota · Savini · Senni · Simion · Tonelli · Wackermann
Canola · Carboni · Conci · Díaz · Fedeli · Kotsjetkov · Kukrle · Lunder · Malucelli · Nekrasov · Nytsj · Piccolo · Rikoenov · Rivera · Rovny · Scaroni · Strachov · Tsjerkasov · Tsjernetski · Vacek · Zakarin
Adrià · Agirre · Araiz · Arrieta · Berrade · Carboni (vanaf 9/9) · Carretero · J. Castrillo · Cobo · Galván · C. García Pierna · R. García Pierna · Jaime · D. Lopez · J. López · Marquez · Mendez · Miquel · Moreno · Novikov · Parra · Řepa · Ruiz · Sánchez · van der Tuuk · P. Castrillo (stagiair) · Fernandez (stagiair) · Retegi (stagiair)
Adrià · Agirre · Arrieta · Berrade · Carboni · Carretero · Castrillo · Cobo · Elosegui · Galván · C. García Pierna · R. García Pierna · Jaime · López · Marquez · Miquel · Parra · Řepa (tot 2/5) · Retegi · Ruiz · Sánchez · van der Tuuk · Aznar (stagiair) · Carrascosa (stagiair) · Dorenbos (stagiair)
Bloem · Bomboi · Budding · Carboni · Christophersen · de Vries · Eiking · Geleijn · Huens · Huyet · Inkelaar · Johannink · Kopecký · Kubiš · Kyffin · Loockx · Maire · Meris · Mouris · Nielsen · Paige · Stockman · Stokbro · Ťoupalík · Verschuren